# Рошицкий, Эвжен
Эвжен Рошицкий (чеш. Evžen Rošický; 15 октября 1914, Ольмюц — 25 июня 1942) — чехословацкий легкоатлет, участник летних Олимпийских игр 1936 года, деятель Движения сопротивления на территории Чехословакии.

## Биография
Окончил Карлов университет, факультет журналистики. С 1931 по 1941 годы выступал за спортивный клуб «Славия» из Праги. Чемпион Чехословакии в беге на 800 м с 1933 по 1937 годы, чемпион в беге на 400 м 1937 и 1939 годов, чемпион страны в эстафетах 4×100 м (1936) и 4×400 м (1933, 1934, 1937, 1939, 1940).
В 1935 году Эвжен вступил в Компартию Чехословакии, начав работу журналистом. Работал не только в спортивных колонках чехословацких газет, но и трудился в газетах «Руде право» и «Хало новины», писал антинацистские фельетоны и памфлеты. Несмотря на то, что Рошицкий участвовал в акциях по бойкоту Олимпийских игр 1936 года в Берлине, он решился принять в них участие, однако в эстафетах 4×400 м и беге на 800 м не прошёл даже первый квалификационный круг.
С начала Второй мировой войны со своим отцом Ярославом ушёл в подполье, состоял в антифашистском движении «Капитан Немо», штаб которого располагался на Святославовой улице под церковью Святого Вацлава в Нусле (квартал Праги). 18 июня 1942 года, в разгар карательных акций нацистов после гибели Рейнхарда Гейдриха, Евжен и Ярослав были арестованы и расстреляны.

## Личные рекорды
- бег на 400 м — 56,9 (1939)
- бег на 800 м — 1.54,6 (1935)

## Память
- В память о Эвжене Рошицком был назван стадион в Страгове, где проводятся ныне легкоатлетические и футбольные соревнования.
- С 1947 по 1989 годы на этом стадионе проводился мемориал Рошицкого[чеш.].
- Улицы в Оломоуце и Остраве носят его имя.